# Kermit Ruffins

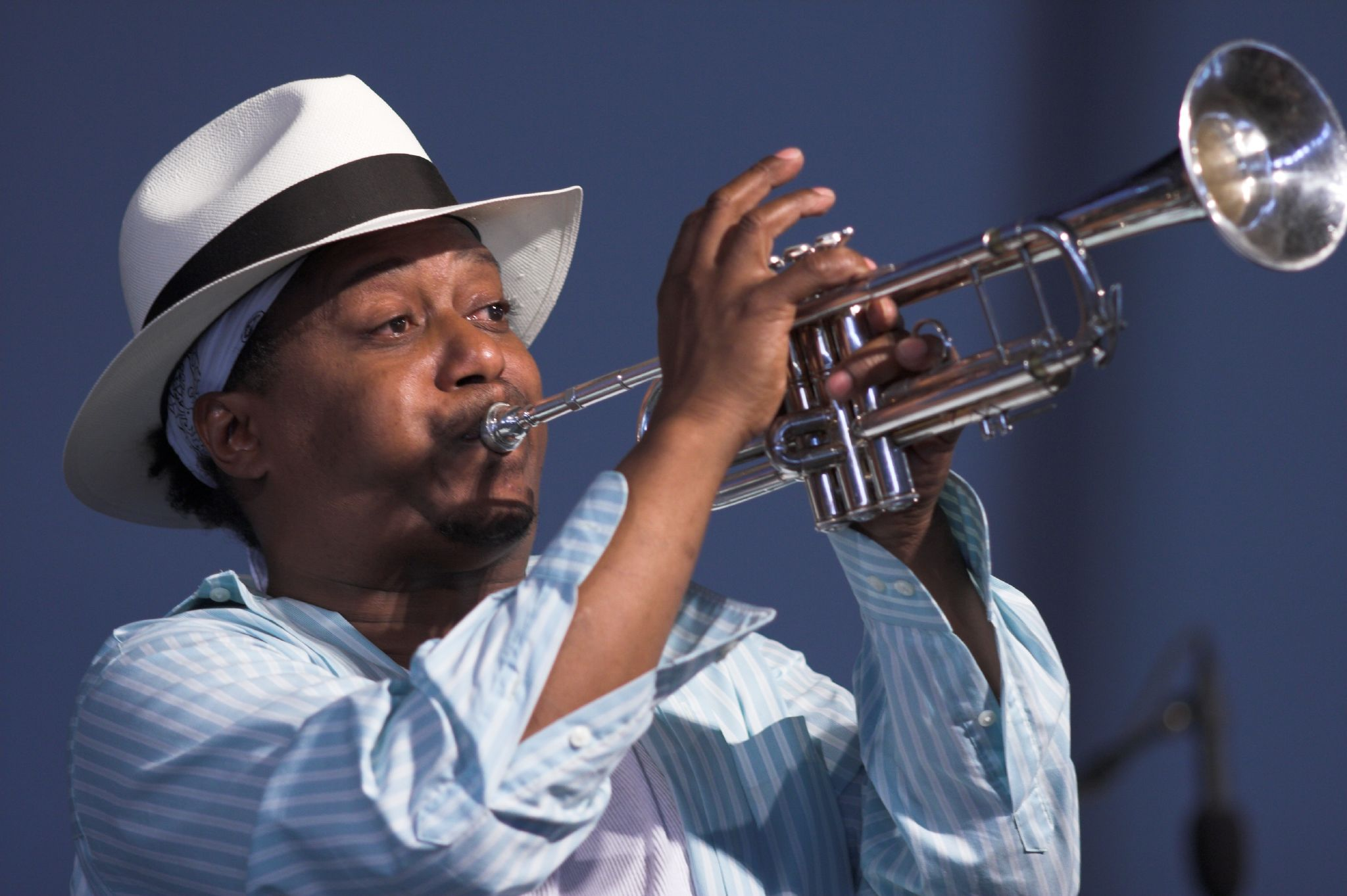
Kermit Ruffins (2007)

Kermit Ruffins (links) mit Danny Barker

Kermit Ruffins (* 19. Dezember 1964 in New Orleans) ist ein US-amerikanischer Musiker (Trompete, Gesang, Komposition) des traditionellen Jazz.
Ruffins wurde zunächst von einem Onkel geprägt, der als Amateur-Trompeter aktiv war, und ergänzte seine Instrumentaltechnik in der Schule. Mit fünfzehn Jahren begann er in einer Street Band zu spielen. 1983 gründete er mit Philip und Keith Frazier die Rebirth Brass Band, der er bis 1992 angehörte und für die er Songs wie Do Whatcha Wanna und Put Your Right Foot Forward schrieb. Der Band gehörte auch der Saxophonist John "Prince" Gilbert an. 1992 gründete er das Quintett Barbecue Swingers, mit dem er World on a String und The Barbecue Swingers Live einspielte. Außerdem arbeitete er mit Wessell Anderson und mit Mark Whitfield sowie mit Wynton Marsalis, Maceo Parker, Walter Payton und Harry Connick. Ende der 1990er Jahre leitete er auch eine eigene Big Band. 
2003 erhielt er mit seinen Barbecue Swingers den Offbeat's Best of The Beat Awards in Best Traditional Jazz Band.

## Diskografie
- World on a String (1993)
- The Big Butter and Egg Man (1994)
- Hold on Tight (1996)
- The Barbecue Swingers Live (1998)
- Swing This (1999)
- 1533 St. Philip Street (2001)
- Big Easy (2002)
- Throwback (2005)
- Live at Vaughan's (2007)
- Livin’ a Treme Life (2009)
- Have a Crazy Cool Christmas (2009)
- Happy Talk (2010)
- We Partyin’ Traditional Style! (2013)
- #imsoneworleans (2015)
- Kermit Ruffins, Irvin Mayfield: A Beautiful World (2017)

## Lexigraphische Einträge
- Martin Kunzler: Jazz-Lexikon. Band 2: M–Z (= rororo-Sachbuch. Bd. 16513). 2. Auflage. Rowohlt, Reinbek bei Hamburg 2004, ISBN 3-499-16513-9.